# اگرات بریانزا
اگرات بریانزا (به ایتالیایی: Agrate Brianza) یک سکونتگاه مسکونی در ایتالیا است که در استان مونتزا و بریانتزا واقع شده‌است.

## خصوصیات
اگرات بریانزا ۱۱٫۳ کیلومترمربع مساحت و ۱۴٬۸۲۰ نفر جمعیت دارد و ۱۵۸ متر بالاتر از سطح دریا واقع شده‌است.